# Estación de Dagmersellen
La estación de Dagmersellen es una estación ferroviaria de la comuna suiza de Dagmersellen, en el Cantón de Lucerna.

## Historia y situación
La estación de Dagmersellen fue inaugurada en el año 1856 con la puesta en servicio de la línea Olten - Lucerna por el Schweizerischen Centralbahn (SCB). En 1902 la compañía pasaría a ser absorbida por SBB-CFF-FFS.
Se encuentra ubicada en el borde noroeste del núcleo urbano de Dagmersellen, a casi un kilómetro del centro urbano. Cuenta con dos andenes laterales a los que acceden dos vías pasantes, a las que hay que añadir oun par de vías muertas y una vía de acceso a las derivaciones para industrias que hay tanto en el norte como en el sur de la estación .
En términos ferroviarios, la estación se sitúa en la línea Olten - Lucerna. Sus dependencias ferroviarias colaterales son la estación de Reiden hacia Olten y la estación de Nebikon en dirección Lucerna.

## Servicios ferroviarios
Los servicios ferroviarios de esta estación están prestados por SBB-CFF-FFS.

### Regional
- RE Olten - Zofingen - Nebikon - Sursee - Sempach-Neuenkirch - Lucerna. Trenes cada hora en ambos sentidos.

### S-Bahn Lucerna
Por la estación pasa una línea de la red de trenes de cercanías S-Bahn Lucerna.
- S 8 Sursee - Zofingen - Olten